# Kasteel van de hertogen van Brabant

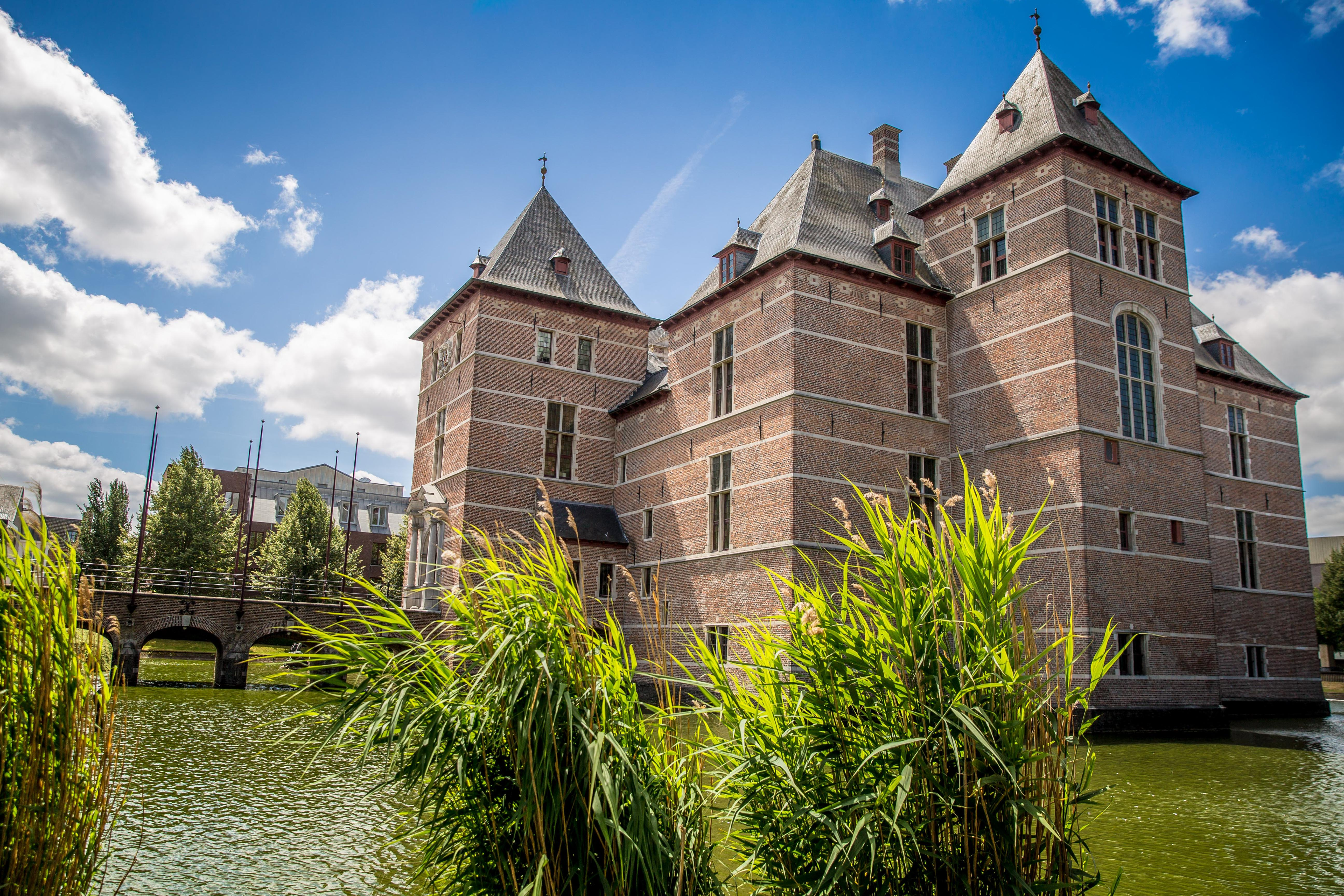
Kasteel van de hertogen van Brabant

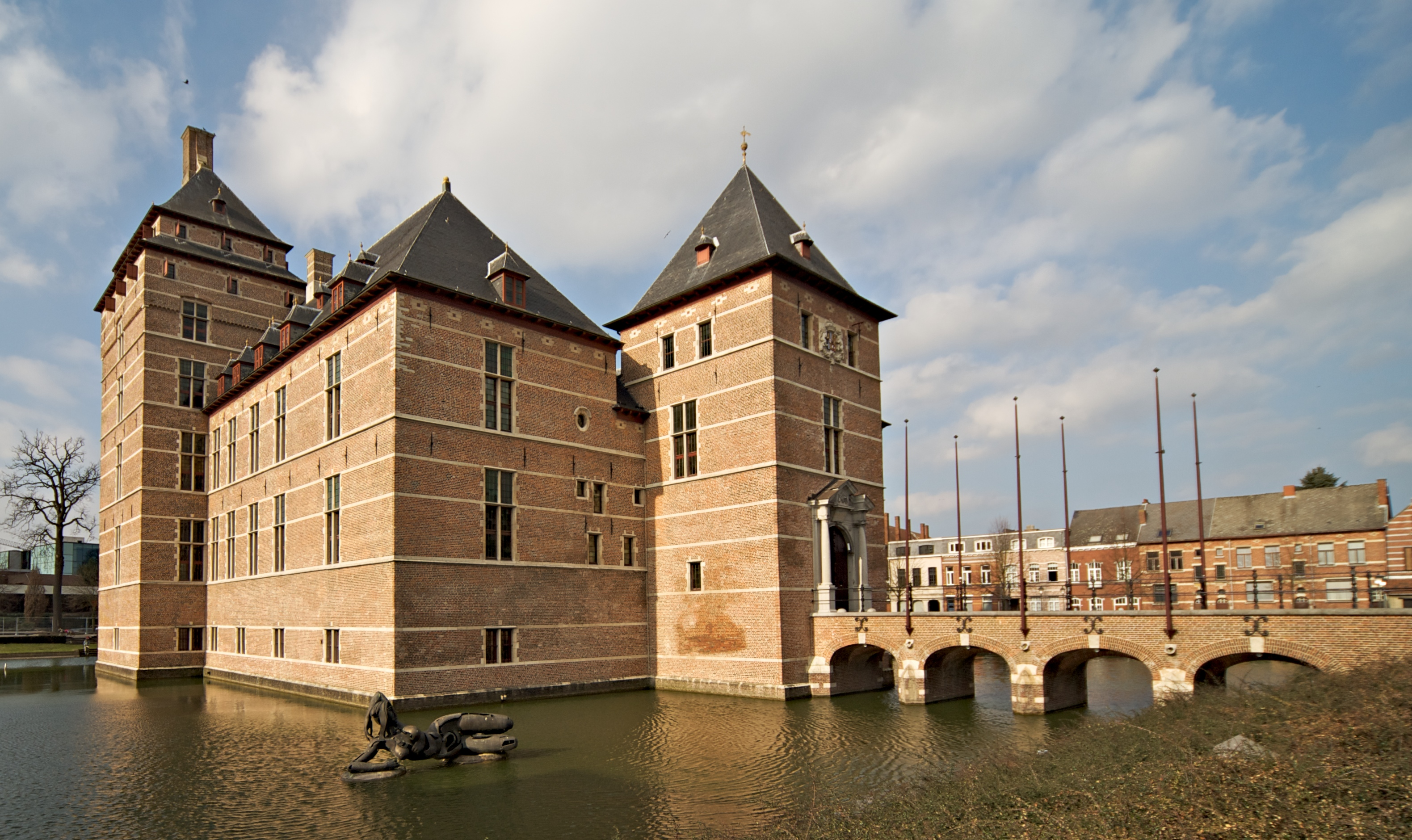
Kasteel met beeld van Rik Poot

Het kasteel van de hertogen van Brabant is een kasteel in het centrum van de Belgische stad Turnhout.

## Geschiedenis
Het kasteel stamt uit de 12de eeuw en werd herhaaldelijk verbouwd. In de tijd van landvoogdes Maria van Hongarije was het een "hof van plaisanterie".
In de 18de en 19de eeuw raakte het kasteel in verval. De provincie Antwerpen kocht het gebouw begin 20ste eeuw van de gemeente en ging na de Eerste Wereldoorlog onder leiding van provinciaal architect Jules Taeymans tot een grondige restauratie over.
Tegenwoordig is de Rechtbank van Eerste Aanleg Antwerpen, afdeling Turnhout er gehuisvest. Het vredegerecht van het kanton Turnhout, de politierechtbank Antwerpen afdeling Turnhout en de Arbeidsrechtbank Antwerpen, afdeling Turnhout zijn in nabijgelegen gebouwen gevestigd.

## Kunst
In de grote rechtszaal hangen muurschilderingen van Karel Boom, die het gerecht ten tijde van Maria van Hongarije voorstellen. De gangen en zalen zijn getooid met historische relieken. In de vijver staat een beeld van Najade, de godin van alle rivieren en bronnen, van de hand van Rik Poot.

## Afbeeldingen

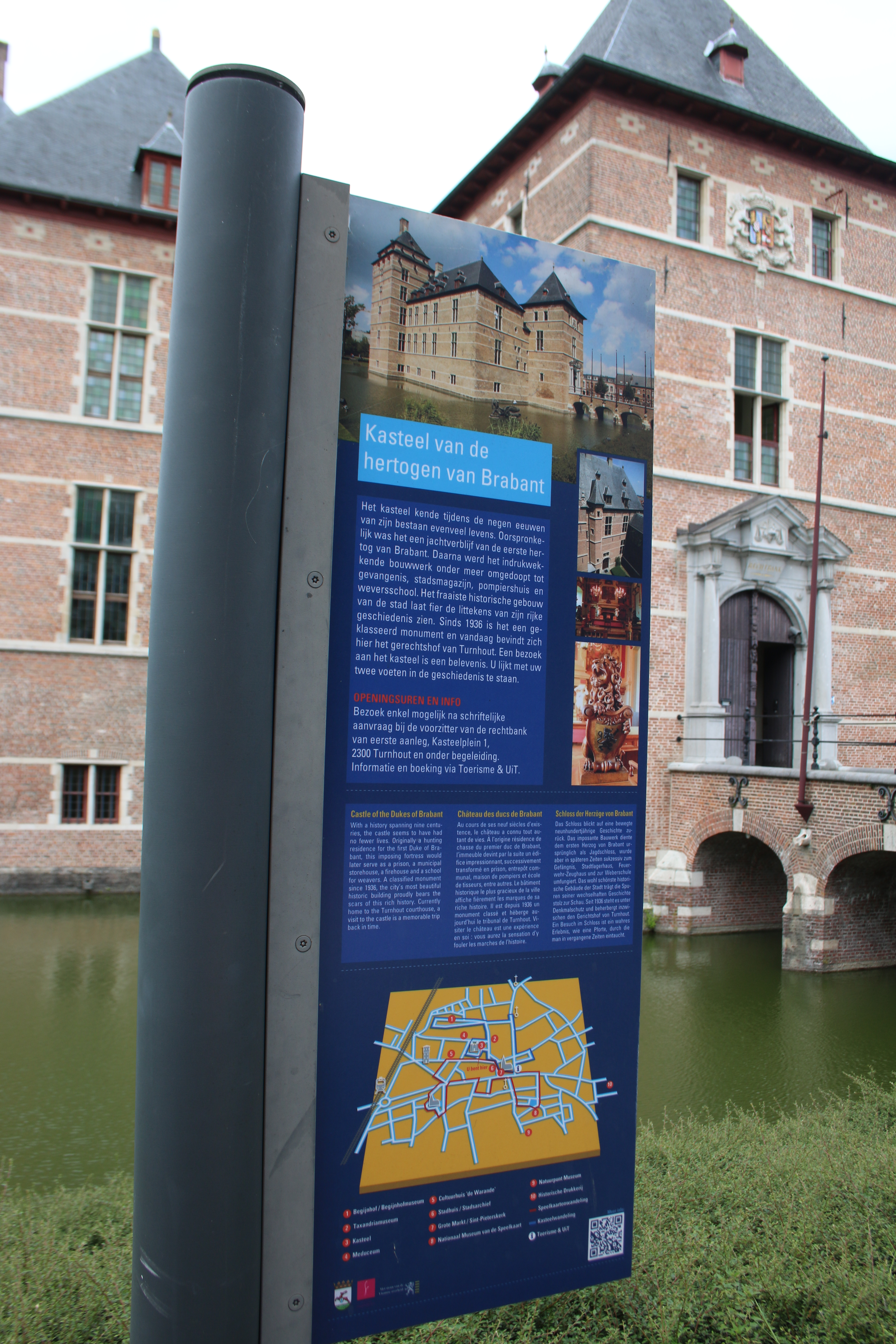
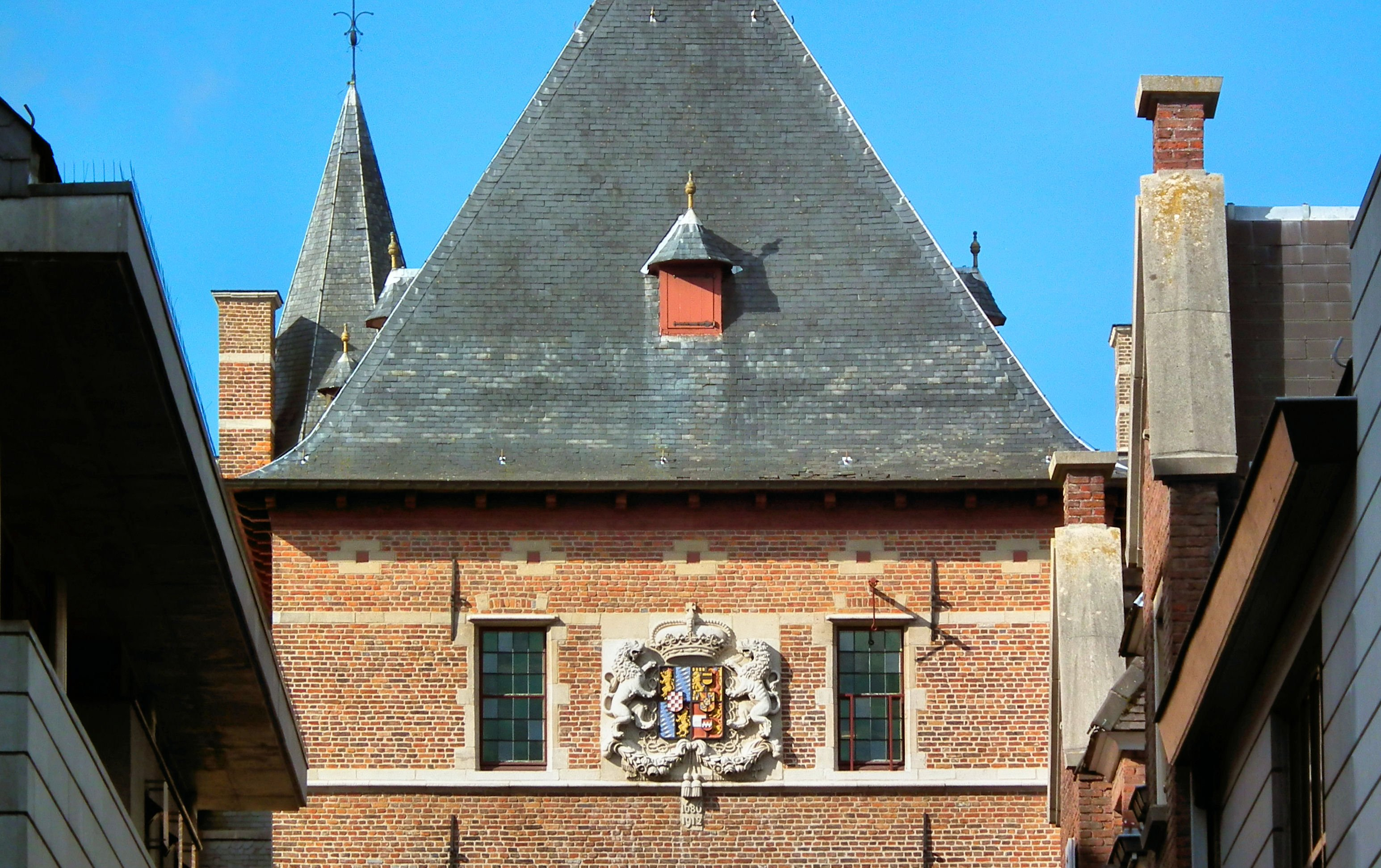
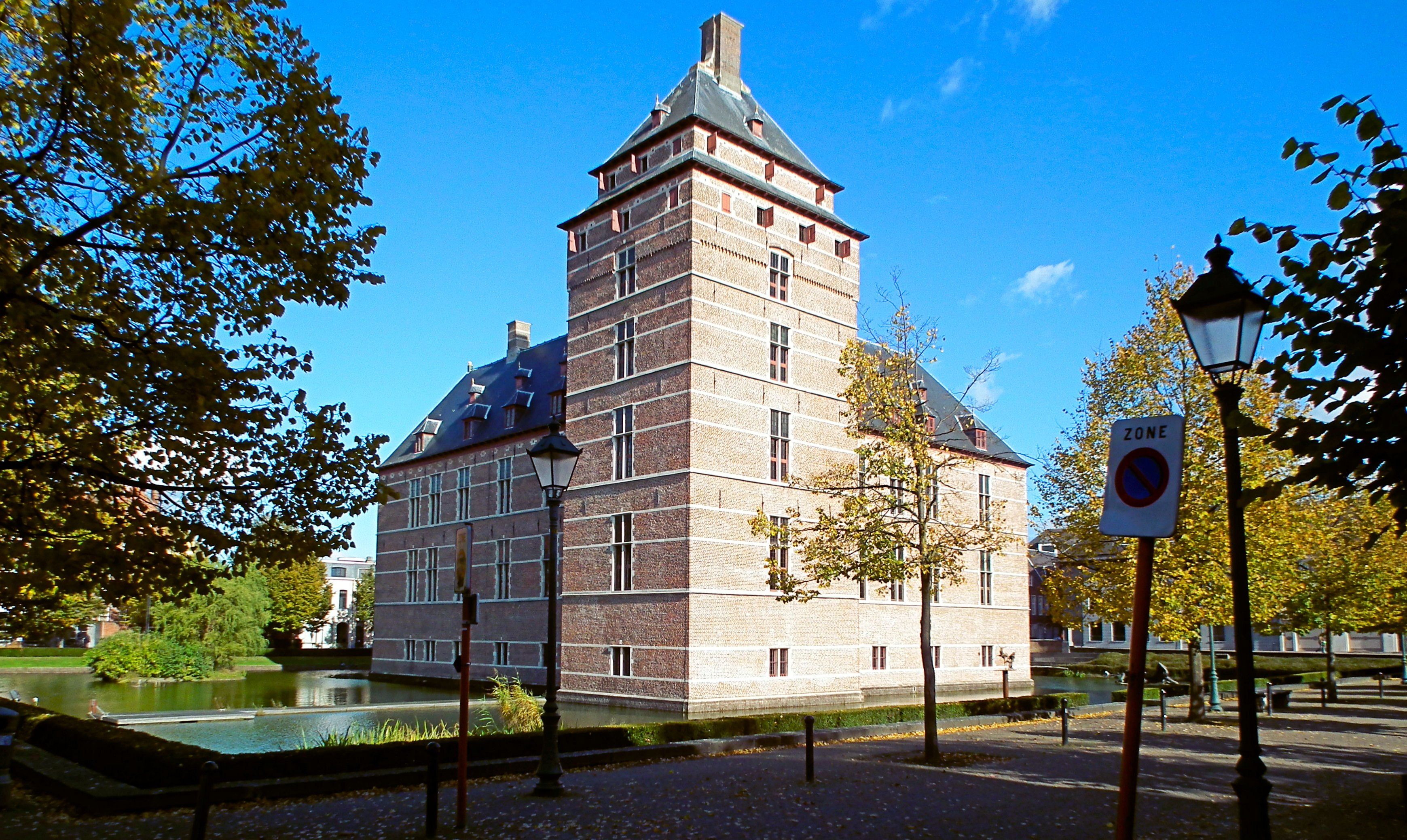